# 唐嘉雯
唐嘉雯（とう かぶん、唐嘉雯、2004年2月18日-）は、中国の囲碁棋士。上海市出身、中国囲棋協会所属、六段。呉清源杯準優勝、中国・天台山体彩杯全国女子囲棋公開戦優勝など。

## 経歴
4歳の時に近所の囲碁教室で囲碁を学部。6歳の時に上海清一囲碁道場で学び、世界アマ優勝者の胡煜清や劉軼一に師事する。上海棋界ではポスト00年代の棋士として、王星昊と共にS「金童玉女」と呼ばれた。
2017年初段。2018年二段。2019年、全国個人戦4位、全国智力運動会女子快棋戦決勝で於之瑩を破って優勝。2020年三段、女子甲級リーグ出場。2021年四段、呉清源杯世界女子囲碁選手権出場。2022年、馬橋杯中国囲碁新人王戦ベスト8。2023年五段、全国女子囲棋公開戦で7戦全勝で優勝。
女子甲級リーグでは上海チームで出場し、2021年には最佳新秀賞受賞。中国棋士ランキングでは2023年127位。

### タイトル歴
- 全国智力運動会女子快棋戦 2019年
- 中国・天台山体彩杯全国女子囲棋公開戦 2023年

### 他の成績
- 全国囲棋個人戦 2019年4位
- 全国智力運動会 2023年女子団体戦準優勝（上海チーム）
- 中国女子囲棋甲級リーグ戦
  - 2020年（上海中環集団）11-6
  - 2021年（上海中環集団）12-6（最佳新秀賞）
  - 2023年（上海星小目）12-6
- SENKO CUPワールド碁女流最強戦 2025年3位

## 注
1. ↑  “唐嘉雯速写：爱哭鼻子的小冠军却爱打泰拳”. 新华社. (2019年11月12日).  オリジナルの2019年11月11日時点におけるアーカイブ。 2020年6月20日閲覧。
2. ↑  上观「上海小囡唐嘉雯在智运会上“放卫星”，常昊专程赶往衢州为这个“小晚辈”庆功！」2019.11.11